# Margarethe Raabe

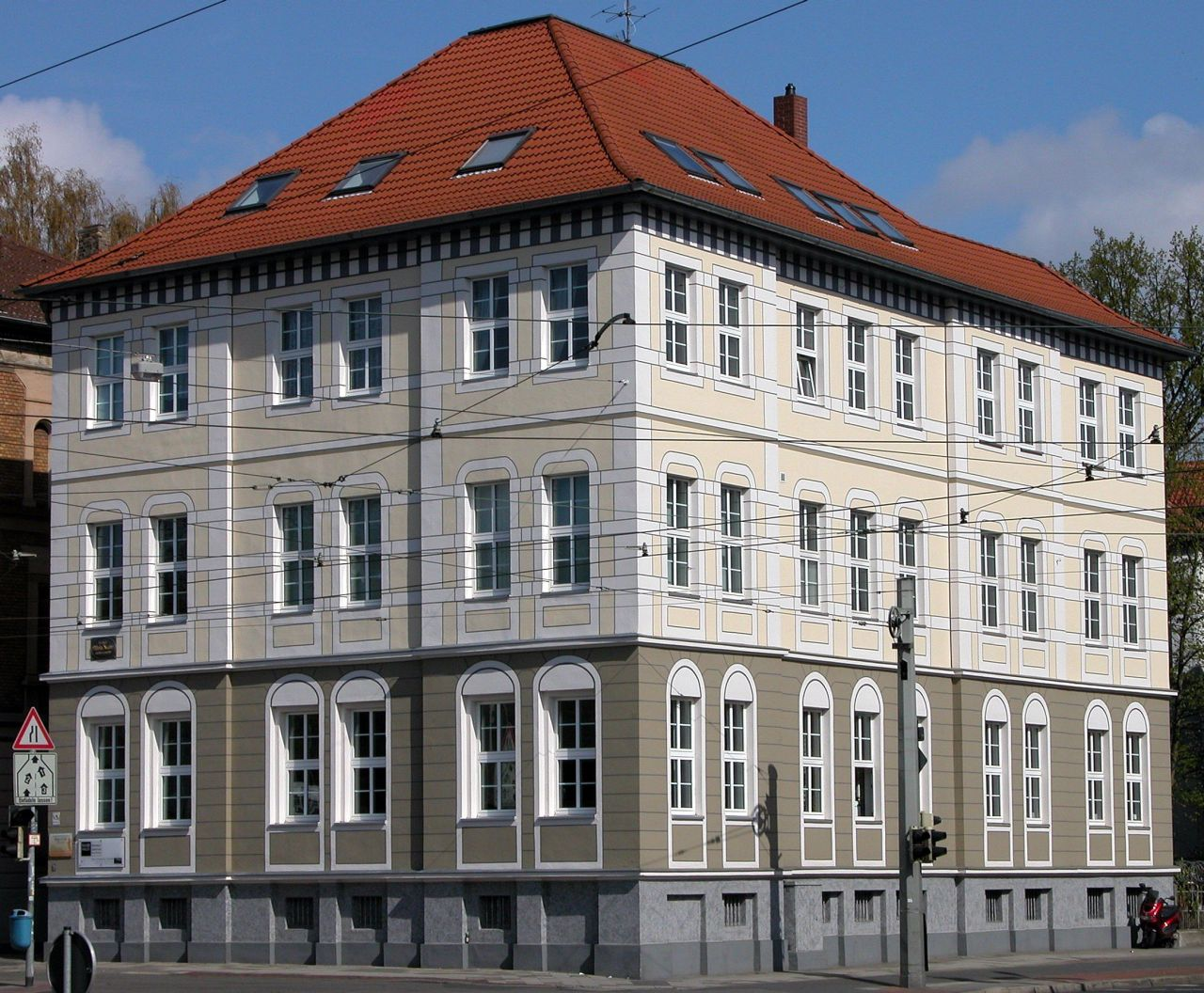
Das Raabe-Haus in Braunschweig.

Margarethe Karoline Auguste Edmunde Raabe (* 17. Juli 1863 in Stuttgart; † 17. März 1947 in Wolfenbüttel) war eine deutsche Malerin. Die Tochter des Dichters Wilhelm Raabe pflegte dessen Nachlass, den sie 1940 der Stadt Braunschweig überließ.

## Leben
Die älteste Tochter des Schriftstellers Wilhelm Raabe († 1910) und dessen Ehefrau Bertha († 1914) zog 1870 mit ihrer Familie nach Braunschweig, wo sie 1882 die Schule beendete. Anschließend besuchte sie die Kunstgewerbeschule, wo sie von Hans Herse und Johannes Leitzen unterrichtet wurde. Hochschulzugänge waren zu dieser Zeit für Frauen weitgehend ausgeschlossen, so dass sie, nur durch die Fürsprache ihres berühmten Vaters bei dem guten Freund, Professor Leitzen („Aquarellisten-Club“ Der Feuchte Pinsel), den Zugang als erste Frau erhielt. Im Jahre 1886 wechselte sie nach Berlin. Dort schloss sie 1887 im Lette-Verein ihre Ausbildung mit dem Zeichenlehrerinnenexamen ab. Ihr Lehrer in Berlin war u. a. Erich Kips. Im Berliner Künstlerinnenverein erhielt sie Unterricht von der Malerin Marie Davids († 1905), auf deren Anregung sie 1891 nach München ging, um ihre künstlerische Ausbildung an der Damenakademie des Münchner Künstlerinnenvereins fortzusetzen. Ihre Münchner Lehrer waren Herterich, Becker-Gundahl und Schmid-Reutte. Sie schloss die Ausbildung 1895 ab und wohnte bis 1901 in München. Gemeinsam mit Kolleginnen unternahm sie Studienreisen u. a. nach Italien und Kurland. Seit 1904 wohnte sie in einer Atelierwohnung in Braunschweig in der Leonhardstraße 29a, wo bereits seit 1901 ihre Eltern wohnten. Margarethe Raabe war im Bund Bildender Künstler aktiv. Sie gründete den Braunschweiger Künstlerinnenverein, deren Vorsitz sie führte.

### Nachlassverwaltung des väterlichen Erbes

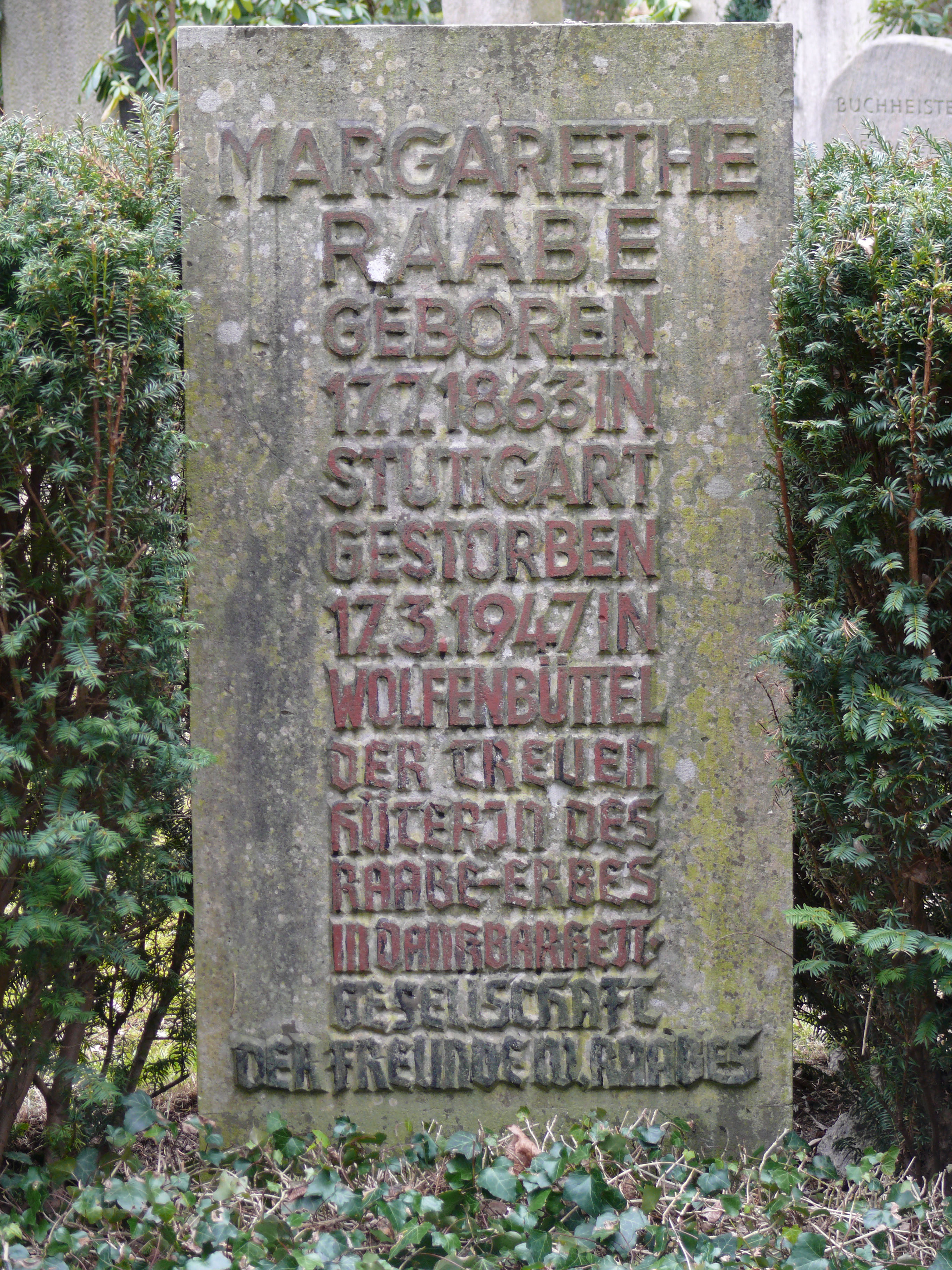
Grabstätte Margarethe Raabes auf dem Hauptfriedhof Braunschweig

Margarethe Raabe war seit 1931 Ehrenmitglied der Raabe-Gesellschaft und erhielt im selben Jahr die Raabeplakette der Stadt Braunschweig. Am 15. November 1940 überließ sie der Stadt Braunschweig den Nachlass ihres Vaters. Nach dem Tod der Eltern wohnte sie weiterhin im Haus in der Leonhardstraße, dem heutigen Raabe-Haus. Dieses wurde am 23. April 1944 durch eine Luftmine stark beschädigt. Wilhelm Raabes Bibliothek, die Handschriften, Zeichnungen und die Möbel des Arbeitszimmers waren zuvor von Margarethe Raabe – trotz ihres hohen Alters (80) – in Sicherheit gebracht worden und konnten so vor der Vernichtung bewahrt werden. Margarethe Raabe zog nach der Zerstörung des Hauses zu ihrer Schwester nach Wolfenbüttel. Hier starb sie 1947 im Alter von 83 Jahren. Sie erhielt auf dem Braunschweiger Hauptfriedhof ein Ehrengrab neben ihrem Vater. Am 8. September 1948 wurde im Haus Leonhardstraße die Raabe-Gedächtnisstätte eingerichtet.

## Werk
Sie malte überwiegend Landschaften in Öl und Aquarell. Mit großer Genauigkeit und Intensität erschuf sie geometrische und perspektivische Formen, Pflanzenbilder, daneben schuf sie Porträts, u. a. von ihrem Vater. In der Berliner Zeit bekam sie von Franz Skarbina (1849–1910) Anregungen in der progressiven Malweise der Bewegung der „Sezessionisten“, die sie sich in München zu eigen machte. Tiefenräumliche Landschaftsbilder mit wechselnder Beleuchtung und farblicher Stimmung, welche die Bewegtheit im Augenblick abbildet, so zeigt sich die Endphase ihres Malerschaffens. Ihre Werke wurden mehrfach Ende der 1890er Jahre auf Ausstellungen gezeigt, unter anderem 1890 im Künstlerhaus in Wien, 1898 im Münchner Kunstverein, ebenso in Braunschweig und Berlin. Ein Teil ihrer Werke befindet sich im Städtischen Museum Braunschweig, das Stadtarchiv Braunschweig besitzt mehrere Zeichnungen. Ihr umfangreiches Werk ist heute kaum noch bekannt und aufgrund der äußeren Umständen nicht mehr umfassend zu erschließen. Als eine in ihrer Zeit fortschrittliche Malkünstlerin ist sie dennoch im regionalen Braunschweiger kunsthistorischen Bewusstsein bekannt.